# Số E

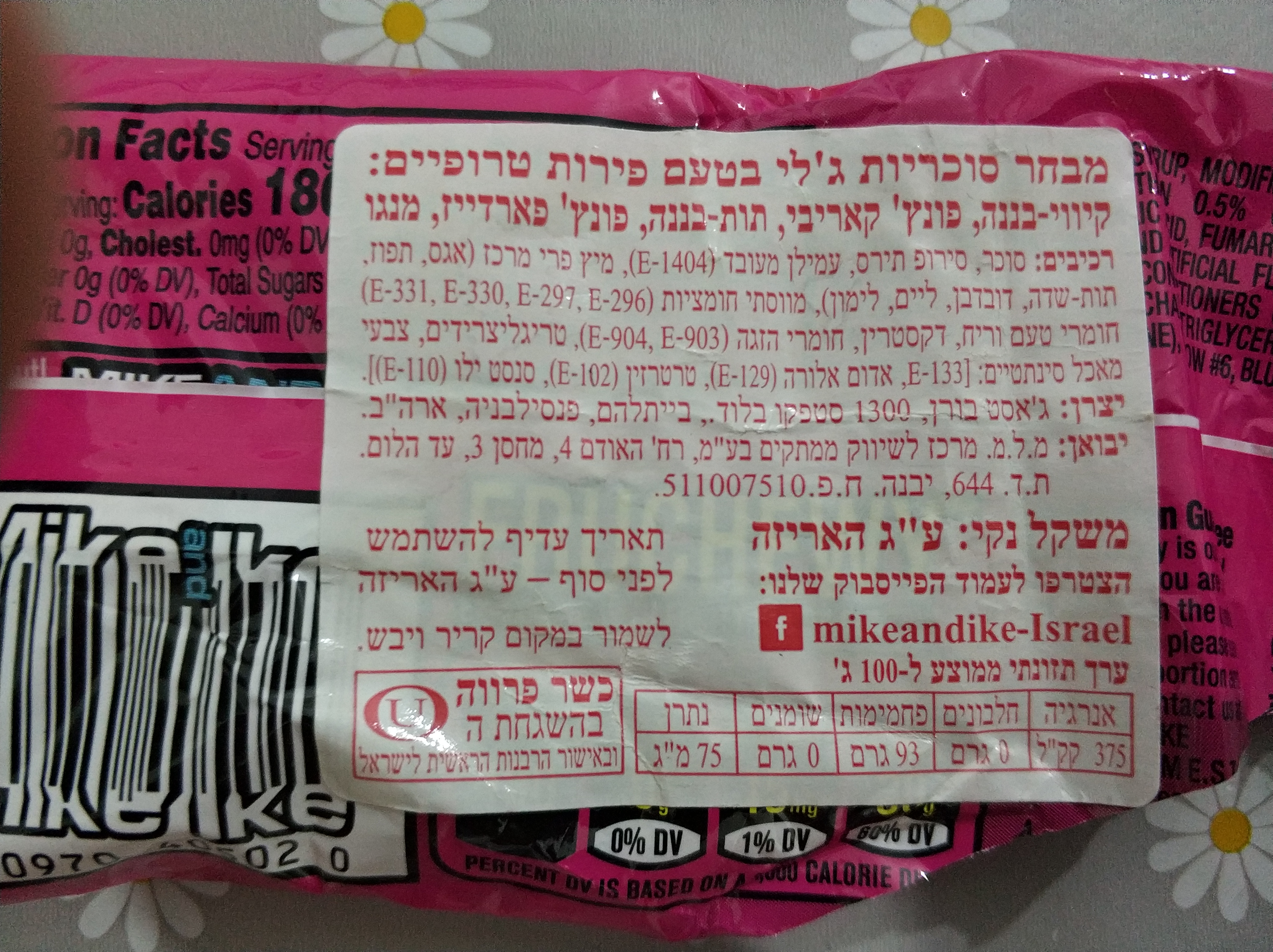
Đây chính là số E trên bao bì của 1 sản phẩm

Số E là các mã số cho các phụ gia thực phẩm và thường được nhìn thấy trên các nhãn mác bao bì thực phẩm trong khu vực Liên minh châu Âu. Sơ đồ đánh số tuân theo các quy tắc của Hệ thống đánh số quốc tế (INS) như được Ủy ban Tiêu chuẩn thực phẩm (Codex Alimentarius, tiếng Latinh có nghĩa là luật thực phẩm) xác định. Chỉ một tập con của các phụ gia INS là được chấp nhận cho sử dụng tại Liên minh châu Âu, tiền tố 'E' là ký hiệu để chỉ Europe/Europa nghĩa là châu Âu. Trong ngôn ngữ thông thường tại Vương quốc Anh và Ireland, thuật ngữ "E-number" (số E) được sử dụng như là thuật ngữ có nghĩa xấu để chỉ các phụ gia thực phẩm nhân tạo, và các sản phẩm có thể được quảng cáo như là "free of E-numbers" (không có các số E) nhưng một số thành phần (chẳng hạn bicacbonat natri) trong các sản phẩm đó cũng có mã số E.
Các số E cũng được thấy trên tem mác thực phẩm tại các quốc gia khác, bao gồm GCC, Australia, New Zealand, Israel. Chúng được tìm thấy ngày càng tăng (mặc dù vẫn còn hiếm) trên các bao bì thực phẩm tại Bắc Mỹ, đặc biệt tại Canada. Tại Australia và New Zealand, người ta không dùng tiền tố E đi trước mã số của phụ gia thực phẩm.

## Phân loại theo khoảng số
| 100–199 Chất tạo màu                                 | 100–109                                                 | vàng                                                    |
| 100–199 Chất tạo màu                                 | 110–119                                                 | vàng cam                                                |
| 100–199 Chất tạo màu                                 | 120–129                                                 | đỏ                                                      |
| 100–199 Chất tạo màu                                 | 130–139                                                 | lam & tím                                               |
| 100–199 Chất tạo màu                                 | 140–149                                                 | lục                                                     |
| 100–199 Chất tạo màu                                 | 150–159                                                 | nâu & đen                                               |
| 100–199 Chất tạo màu                                 | 160–199                                                 | khác                                                    |
| 200–299 Chất bảo quản                                | 200–209                                                 | các sorbat                                              |
| 200–299 Chất bảo quản                                | 210–219                                                 | các benzoat                                             |
| 200–299 Chất bảo quản                                | 220–229                                                 | các sulfit                                              |
| 200–299 Chất bảo quản                                | 230–239                                                 | các phenol & format (metanoat)                          |
| 200–299 Chất bảo quản                                | 240–259                                                 | các nitrat                                              |
| 200–299 Chất bảo quản                                | 260–269                                                 | các axetat (etanoat)                                    |
| 200–299 Chất bảo quản                                | 270–279                                                 | các lactat                                              |
| 200–299 Chất bảo quản                                | 280–289                                                 | các propionat (propanoat)                               |
| 200–299 Chất bảo quản                                | 290–299                                                 | khác                                                    |
| 300–399 Chất chống oxy hóa & chất điều chỉnh độ axit | 300–305                                                 | các ascorbat (vitamin C)                                |
| 300–399 Chất chống oxy hóa & chất điều chỉnh độ axit | 306–309                                                 | Tocopherol (vitamin E)                                  |
| 300–399 Chất chống oxy hóa & chất điều chỉnh độ axit | 310–319                                                 | các gallat & erythorbat                                 |
| 300–399 Chất chống oxy hóa & chất điều chỉnh độ axit | 320–329                                                 | các lactat                                              |
| 300–399 Chất chống oxy hóa & chất điều chỉnh độ axit | 330–339                                                 | các citrat & tartrat                                    |
| 300–399 Chất chống oxy hóa & chất điều chỉnh độ axit | 340–349                                                 | các phosphat                                            |
| 300–399 Chất chống oxy hóa & chất điều chỉnh độ axit | 350–359                                                 | các malat & adipat                                      |
| 300–399 Chất chống oxy hóa & chất điều chỉnh độ axit | 360–369                                                 | các succinat & fumarat                                  |
| 300–399 Chất chống oxy hóa & chất điều chỉnh độ axit | 370–399                                                 | khác                                                    |
| 400–499 Chất tạo đặc, chất ổn định & chất nhũ hóa    | 400–409                                                 | các alginat                                             |
| 400–499 Chất tạo đặc, chất ổn định & chất nhũ hóa    | 410–419                                                 | các gôm tự nhiên                                        |
| 400–499 Chất tạo đặc, chất ổn định & chất nhũ hóa    | 420–429                                                 | các tác nhân tự nhiên khác                              |
| 400–499 Chất tạo đặc, chất ổn định & chất nhũ hóa    | 430–439                                                 | các hợp chất polyoxyethen                               |
| 400–499 Chất tạo đặc, chất ổn định & chất nhũ hóa    | 440–449                                                 | các chất nhũ hóa tự nhiên                               |
| 400–499 Chất tạo đặc, chất ổn định & chất nhũ hóa    | 450–459                                                 | các phosphat                                            |
| 400–499 Chất tạo đặc, chất ổn định & chất nhũ hóa    | 460–469                                                 | các hợp chất xenluloza                                  |
| 400–499 Chất tạo đặc, chất ổn định & chất nhũ hóa    | 470–489                                                 | các axít béo & hợp chất                                 |
| 400–499 Chất tạo đặc, chất ổn định & chất nhũ hóa    | 490–499                                                 | khác                                                    |
| 500–599 Chất điều chỉnh độ pH & chất chống đông vón  | 500–509                                                 | các axít khoáng & base                                  |
| 500–599 Chất điều chỉnh độ pH & chất chống đông vón  | 510–519                                                 | các chloride & sulfat                                   |
| 500–599 Chất điều chỉnh độ pH & chất chống đông vón  | 520–529                                                 | các sulfat & hiđrôxít                                   |
| 500–599 Chất điều chỉnh độ pH & chất chống đông vón  | 530–549                                                 | các hợp chất kim loại kiềm                              |
| 500–599 Chất điều chỉnh độ pH & chất chống đông vón  | 550–559                                                 | các silicat                                             |
| 500–599 Chất điều chỉnh độ pH & chất chống đông vón  | 570–579                                                 | các stearat & gluconat                                  |
| 500–599 Chất điều chỉnh độ pH & chất chống đông vón  | 580–599                                                 | khác                                                    |
| 600–699 Chất điều vị                                 | 620–629                                                 | các glutamat                                            |
| 600–699 Chất điều vị                                 | 630–639                                                 | các inosinat                                            |
| 600–699 Chất điều vị                                 | 640–649                                                 | khác                                                    |
| 700–799 Chất kháng sinh                              | 710–713                                                 |                                                         |
| 900–999 Phụ gia hỗn hợp                              | 900–909                                                 | các loại sáp                                            |
| 900–999 Phụ gia hỗn hợp                              | 910–919                                                 | men bóng tổng hợp                                       |
| 900–999 Phụ gia hỗn hợp                              | 920–929                                                 | chất hoàn thiện                                         |
| 900–999 Phụ gia hỗn hợp                              | 930–949                                                 | các khí đóng gói                                        |
| 900–999 Phụ gia hỗn hợp                              | 950–969                                                 | các chất tạo ngọt                                       |
| 900–999 Phụ gia hỗn hợp                              | 990–999                                                 | các chất tạo bọt                                        |
| 1100–1599 Các hóa chất bổ sung                       | Các hóa chất mới không thuộc sơ đồ phân loại tiêu chuẩn | Các hóa chất mới không thuộc sơ đồ phân loại tiêu chuẩn |

Ghi chú: Không phải mọi mẫu của một lớp đều nằm trong khoảng số đã cho. Ngoài ra, nhiều hóa chất, cụ thể là trong khoảng E400–499, có các mục đích khác nhau.

## Danh sách đầy đủ
Danh sách cụ thể, do khá dài, nên được tách ra thành loạt bài riêng. Chi tiết cụ thể, xem trong các bài riêng dành cho chính chúng. Cụ thể như sau:
- Phụ gia thực phẩm từ E100 tới E199
- Phụ gia thực phẩm từ E200 tới E299
- Phụ gia thực phẩm từ E300 tới E399
- Phụ gia thực phẩm từ E400 tới E499
- Phụ gia thực phẩm từ E500 tới E599
- Phụ gia thực phẩm từ E600 tới E699
- Phụ gia thực phẩm từ E700 tới E799
- Phụ gia thực phẩm từ E900 tới E999
- Phụ gia thực phẩm từ E1000 tới E1999